# Qiongshan

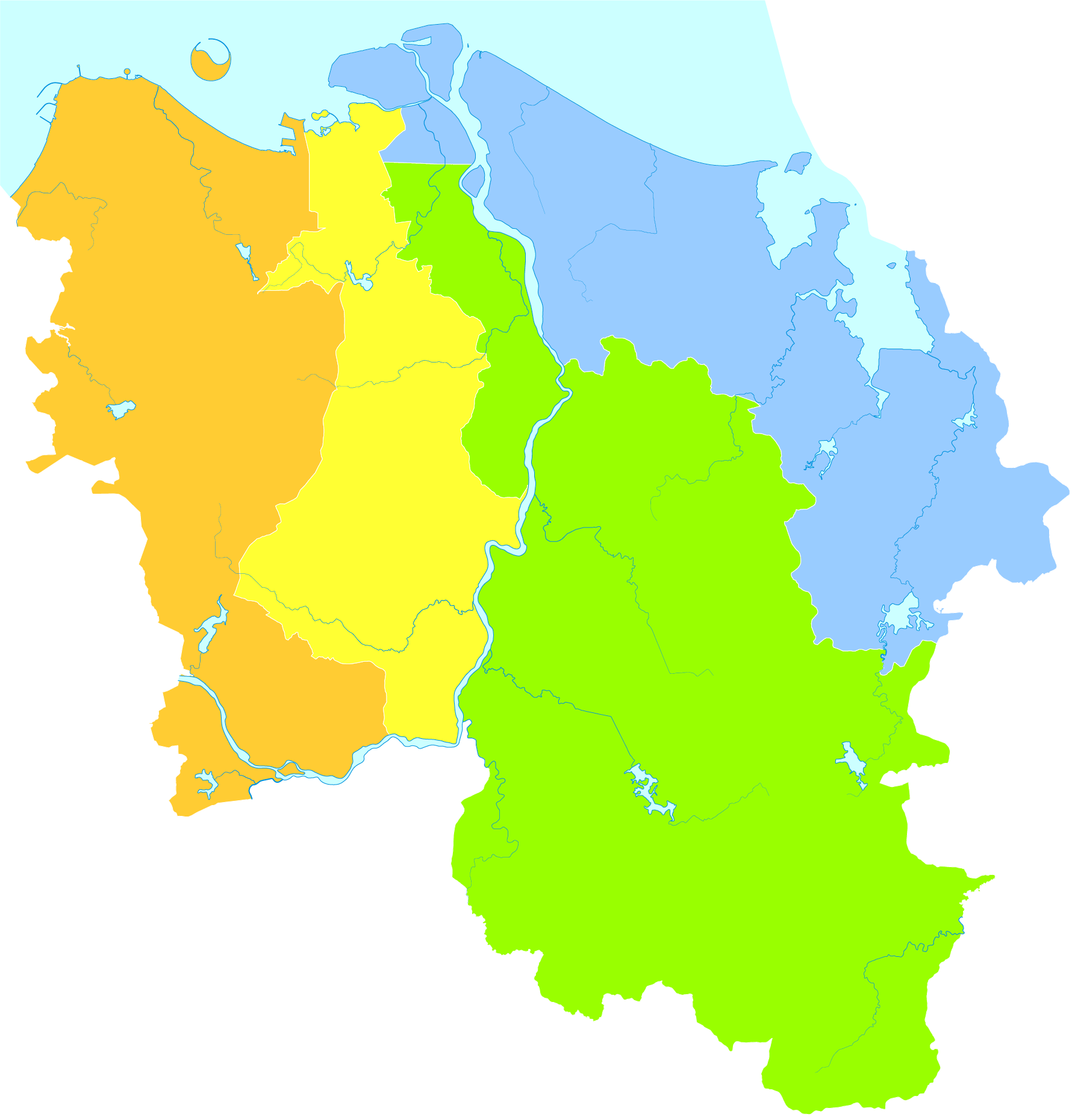
Qiongshan im Zentrum und Südosten von Haikou

Qiongshan (chinesisch 琼山区, Pinyin Qióngshān Qū; das frühere 瓊州 / 琼州,  Qióngzhōu) ist ein chinesischer Stadtbezirk der bezirksfreien Stadt Haikou (海口市,  Hǎikǒu shì) im Norden der Provinz Hainan in der Volksrepublik China. Er nimmt einen zentralen und den südöstlichen Teil der Stadt ein. Mit einer Fläche von 928 km² ist er der bei weitem größte der vier Stadtbezirke. Die Einwohnerzahl beträgt 655.553 (Stand: Zensus 2020). 2002 waren es noch 360.000 Einwohner.